# The Muppets' Wizard of Oz
The Muppets' Wizard of Oz (Mago de Oz de los Muppets en Hispanoamérica; Los Teleñecos y el Mago de Oz en España) es una película musical adaptada del cuento El maravilloso mago de Oz y la película El mago de Oz, pero con los personajes de The Muppets. Fue producida por Lorentz Walghurg y Carmen Electra, y se transmitió solamente por televisión en el género de la comedia, siendo estrenada el 20 de mayo de 2005 por la ABC.

## Personajes
- Ashanti Douglas como Dorothy Gale: una joven adolescente que vive en Kansas y sueña con salir de casa y convertirse en una cantante.
- Kermit the Frog (La Rana René [HA]/La Rana Gustavo [ES]; Interpretado por Steve Whitmire) como el Espantapájaros: Un espantapájaros que desea tener un cerebro.
- Gonzo (Interpretado por Dave Goelz) como el Hombre de hojalata: Un hombre de hojalata que desea tener un corazón para casarse con su novia, que es una gallina, ya que la Bruja Mala del Oeste lo convirtió en robot y ahora trabaja en la T.I.N. (Total Inteligencia Nuclear).
- Fozzie el oso (Interpretado por Eric Jacobson) como el león Comediante: Un león que desea ser comediante pero gracias al pánico escénico no puede decir un chiste delante de más de cuatro personas y desea ya no tener miedo a nada.
- Miss Piggy (Interpretada por Eric Jacobson) como la Bruja Mala del Oeste, la Bruja Mala del Este, la Bruja Buena del Norte y la Bruja Buena del Sur: Todas son brujas y cerdas, la primera de ellas actuando como la antagonista principal de la película.
- Pepe The Prawn (Interpretado por Bill Barreta) como Totó: Un langostino vanidoso, mascota y único amigo de Dorothy.
- Queen Latifah como la Tía Em: Tía de Dorothy y copropietaria de la cena con la familia en Kansas. La Tía Em fue originalmente descontenta con la vida de Dorothy, pero llegó a aceptarla cuando Dorothy regresa de Oz.
- David Alan Grier como el Tío Henry: El tío de Dorothy y copropietario de la cena con la familia. El tío Henry siempre admiró la pasión por el canto, pero se vio obligado a pensar de otra manera debido a la tía Em por sus obstinadas decisiones
- Jeffrey Tambor como El Mago de Oz: El legendario mago al que todos los ciudadanos de la Tierra de Oz asisten, y que vive en Ciudad Esmeralda. Dorothy y sus amigos van a verlo también, hasta que al regresor del castillo fe la Bruja Mala del Oeste, se encuentran que él es solo un hombre normal de Hollywood, y no un mago.
- Kelly Osbourne como Dorothy Gane: Aparece en un breve cameo como Dorothy cuando ella sale primero de la máquina que le cambia de estilo en la Ciudad Esmeralda. Aparece únicamente en la versión extendida del DVD.
- Quentin Tarantino como es el mismo: Aparece en un cameo con Kermit the Frog, discutiendo ideas sobre la manera de detener a la Bruja Mala del Oeste, todas las opciones eran demasiado violentas para Kermit.

## Canciones
1. "Kansas" - Ashanti
2. "It's a Good Life" – Ashanti, Kermit, Fozzie, Gonzo y Pepe
3. "The Witch Is in the House" – Miss Piggy, Dr. Dientes, Floyd Pepper, Janice, Animal y Zoot
4. "Calling All Munchkins" – Los Munchkins
5. "Good Life" – Ashanti
6. "Nap Time" – Dr. Dientes, Floyd Pepper, Janice, Animal y Zoot
7. "The Muppet Show Theme" – Los Muppets
8. "Mahna Mahna" – Mahna Mahna
9. "It's Not Easy Bein' Green" – Kermit the Frog
10. "Rainbow Connection" – Kermit the Frog
11. "Lady of Spain" – Marvin Suggs
12. "Halfway Down the Stairs" – Kermit the Frog y Robin
13. "What Now My Love?" – Miss Piggy
14. "Tenderly" – Dr. Dientes
15. "Happy Feet" – Kermit the Frog y el coro de ranas

## Historia
Dorothy Gale es una joven mujer que vive en una caravana en Kansas. Ella desea desesperadamente irse de su casa y ser una cantante famosa, pero el sueño de convertirse en una parece imposible. Un día, después de terminar su turno en el comedor de sus tíos, oye que los Muppets están buscando una cantante para una gira a través del país, "Star Hunt", y decide audicionar para el castin. Su tía no aprueba su decisión, pero su tío le desea suerte y acude a la audición. Dorothy llega tarde y solo presenta un demo en CD que ya había grabado. Camino a su casa, suena la alarma de tornados y uno golpea en el área donde vive la familia. Cuando tía Em y tío Henry van al refugio antitormentas para resguardarse, Dorothy vuelve rápidamente hacia la casa para buscar a Totó, su mascota. A Dorothy no le da tiempo y los dos son succionados por el tornado y llevados por encima de varios campos de Kansas. Cuando Dorothy cae del tornado se da cuenta de que Totó puede hablar y de que ya no está en Kansas.
Dorothy descubre que están en Munchkinland, una pequeña ciudad de la gran isla de Oz. Después de hablar con varios habitantes del pueblo, los Munchkins, Dorothy se entera de que el que rige la isla, El Mago de Oz, tiene el poder de concederle el deseo de llegar a ser una cantante famosa. Dorothy conoce a la Bruja buena del Norte y recibe un par de zapatos mágicos de la Mala Bruja del Este, la hermana de la Bruja del Norte que murió a causa de la caída de la caravana de Dorothy. 
Tiempo después, se embarca en un viaje con Totó por el camino de baldosas amarillas para conocer al Mago de Oz, que vive en la capital de Oz: Ciudad de Esmeralda. En su viaje, conoce a tres criaturas: un espantapájaros (Kermit the Frog), un hombre de hojalata (Gonzo), y un león cobarde (Fozzie). Ellos también buscan al Mago de Oz, para que les dé un cerebro, un corazón y valor, respectivamente. Después de llegar a Ciudad Esmeralda y conocer al Mago de Oz, Dorothy y sus amigos son enviados a recuperar el ojo mágico de la Malvada Bruja del Oeste con el cual puede ver cualquier cosa que desea en la Isla de Oz. 
El grupo asume que completando la tarea les ayudará a obtener los deseos, pero pronto son capturados por la Bruja del Oeste y casi asesinados por sus secuaces, los Monos voladores. Después de haber sido amenazados con ser asesinados por la Malvada Bruja del Oeste, Totó, que había sido capturado, llama a los Muchkins, quiénes liberan a Dorothy. Segundos después, mata a la Malvada Bruja dándole una patada, metiéndola así en un cubo de agua, en el que se derrite. Dorothy encuentra el ojo mágico flotando en el cubo de agua, y lo toma. Una vez ganado el control de los Monos Voladores, Dorothy viaja de nuevo hacia Ciudad Esmeralda para obtener para ella y sus amigos los deseos. Cuando van a la habitación del Mago descubren que el Mago no es tal, aun así, procede a darle a cada uno su deseo. Dorothy llega a ser una cantante famosa en Oz, pero se da cuenta de que quiere volver a casa con su familia. Después de viajar de nuevo a Muchkinland, conoce a Glinda, la Buena Bruja del Sur, que le dice a Dorothy que si golpea tres veces sus tobillos, uno con el otro, será capaz de ir donde ella quiera. Dorothy golpea sus tobillos diciendo "Llévame a casa con tía Em". 
Tras hacerlo, es llevada por un tornado a Kansas, y para su sorpresa Dorothy se da cuenta de que Kermit the Frog la buscaba, diciendo que era la mejor voz que pudo escuchar en todas sus búsquedas. Tía Em dice que quiere que Dorothy se vaya con los Muppets en su gira "Star Hunt".
La película termina con Dorothy y los Muppets cantando "It's a Good Life" en la televisión.